# Edyta Nawrocka
Edyta Nawrocka (ur. 5 października 1986 w Wałbrzychu) – polska piosenkarka, autorka tekstów, aktorka, tancerka i prezenterka telewizyjna. Tworzy muzykę z gatunków EDM, melbourne bounce i big room house.
Początkowo występowała na scenie wyłącznie w produkcjach tanecznych, do czasu, kiedy zdecydowała się wejść do studia by nagrać swój własny materiał. Jej utwór „See More” (we współpracy z Adamem Tasem) zapisał się w historii najdłużej utrzymujących się piosenek na liście Dance Mix Chart dolnośląskiej rozgłośni radiowej Muzyczne Radio. Inne jej utwory „Watch Me” (we współpracy z Ne!tan), „New Chapter”, „Escape This World”, „Red Red Roses” (we współpracy z Anną Montgomery) znalazły się na szczycie listy HOUSE 20 PL Muzycznego Radia oraz były grane w audycjach „Hot Music Mix”. W swoim dorobku artystycznym posiada kilka teledysków w tym dwa nagrane na Malediwach oraz dwa na Ibizie. Jej teledysk „See More” znalazł się na piątej pozycji rankingu Onet Top Ten. Singel „Come 2 Me” (we współpracy z P-Turner) znalazły się w rankingu Talent Pool holenderskiej wytwórni Spinnin’ Records. W serwisie YouTube jej teledyski osiągnęły łączną liczbę miliona wyświetleń. Jej fanpage na Facebooku zgromadził ponad 30 tysięcy fanów.
Od 2007 do chwili obecnej jest prezenterką telewizyjną w regionalnej stacji informacyjnej Telewizja Wałbrzych, wchodzącej w skład Grupy Mediowej Telewizji Wałbrzych. Jest również producentką filmów promocyjnych, autorką oficjalnych relacji filmowych z największych festiwali muzyki elektronicznej oraz reporterem muzycznym. Jej rozmówcami byli m.in. Armin van Buuren, Fedde Le Grand, Sebastian Ingrosso, Dash Berlin, Nicky Romero, Dimitri Vegas & Like Mike, Felix da Housecat, Sander van Doorn, Marcel Woods, Westbam, Remady & Manu-L, Curbi, D.O.D i wielu innych przedstawicieli sceny klubowej.
W 2015 nagrała "Piosenkę o Złotym Pociągu", którą w przeciągu kilku dni w internecie odtworzono ponad 300 000 razy. Piosenkę prezentowały także największe światowe i polskie media, m.in. NBC, Discovery Channel, Daily Mail, RTL, Die Zeit, TVN, Onet, Radio Zet, Radio Eska, Radio Wrocław, History NDR, MDR, Deutschlandradio.
Od 2016 roku związana z niemiecką agencją artystyczną Luxus Events.

## Nagrody i wyróżnienia
- 2014 – tytuł Anioła Hospicjum nadany przez Polskie Towarzystwo Opieki Paliatywnej Oddział w Wałbrzychu za działalność charytatywną[7]
- 2014 – panelistka „Ambasadorka kultury regionu” w Regionalnym Dolnośląskim Kongresie Kobiet „Region przyjazny kobietom”[8]
- 2013 – laureatka I edycji Ogólnopolskiego Plebiscytu Przedsiębiorczości i Aktywności kobiet „Kobiece Twarze” w kategorii „Kobieta w kulturze”[9]
- 2012 – Kryształ Kulturalny w Dolnośląskim Plebiscycie „Kryształy i Kamienie” honorującym wyjątkowe osobowości życia kulturalno – społeczno – politycznego[10]
- 2010 – stypendium Prezydenta Miasta Wałbrzycha za działalność społeczną oraz promowanie Wałbrzycha na arenie ogólnopolskiej[11]
- 2008 – pierwsze miejsce w kategorii POP (obok Cleo – kategoria R&B) w I edycji Ogólnopolskiego Konkursu Muzycznego „Studio Garaż” w Warszawie[12]
- 2007 – nagroda Zamku Książ w kategorii „Najlepszy Student regionu wałbrzysko – świdnickiego”[13]
- 2006 – półfinał Ogólnopolskiego Przeglądu Wokalnego „Eurotalent” w Warszawie za robiące wrażenie wykonanie utworu „Nothing Compares to you” z repertuaru Sinead O'Connor

## Wykształcenie
- 2008 – 2010 – Studia magisterskie, Wałbrzyska Wyższa Szkoła Zarządzania i Przedsiębiorczości, kierunek Zarządzanie, specjalizacja Zarządzanie Zasobami Ludzkimi;
- 2005 – 2008 – Studia licencjackie, Państwowa Wyższa Szkoła Zawodowa im. Angelusa Silesiusa w Wałbrzychu, kierunek Turystyka i Rekreacja, specjalizacja Animacja Czasu Wolnego i Rekreacji;
- 2002 – 2005 – I Liceum Ogólnokształcące w Wałbrzychu z Oddziałami Dwujęzycznymi

## Koncerty
Jej koncerty to mix brzmień, które określa się wspólnym mianem elektronicznej muzyki tanecznej. Swoje wokalno-taneczne show zazwyczaj prezentuje w klubach oraz na festiwalach muzycznych. W latach 2010–2012 koncertowała w ramach trasy rozgłośni radiowej Muzyczne Radio dając w sumie kilkadziesiąt koncertów plenerowych oraz występów klubowych w województwach dolnośląskim i lubuskim. Była gwiazdą wieczoru na największej Christmas Party w Polsce w klubie Explosion w Warszawie. Dwukrotnie jej koncerty kolęd były głównymi atrakcjami wieczorów na Jarmarku Bożonarodzeniowym w Polsce na wrocławskim rynku.

## Muzyka

### Single
| Rok premiery | Tytuł                                        | Wytwórnia       |
| ------------ | -------------------------------------------- | --------------- |
| 2016         | Black & White 2.0                            | RGMusic Records |
| 2015         | Nothing Else                                 | My Music        |
| 2013         | Przybieżeli do Betlejem                      | My Music        |
| 2013         | Red Red Roses (z Anną Montgomery)            | My Music        |
| 2013         | Red Red Roses (PlayR Remix)                  | My Music        |
| 2013         | Red Red Roses (Dimitrij & Adrena Line Remix) | My Music        |
| 2013         | Red Red Roses (Yelhigh! Remix)               | My Music        |
| 2010         | Watch Me (with Ne!tan)                       | My Music        |
| 2009         | See More (with Adam Tas)                     | ABP/Celebration |
| 2009         | See More (C-Cole Remix)                      | ABP/Celebration |
| 2009         | See More (DJ Gaston Arias Tribal Remix)      | ABP/Celebration |
| 2009         | See More (Hexy Remix)                        | ABP/Celebration |
| 2009         | See More (Jimmy Stiffler Remix)              | ABP/Celebration |
| 2009         | See More (Mike Muzzo Remix)                  | ABP/Celebration |
| 2009         | See More (PlayR Remix)                       | ABP/Celebration |
| 2009         | See More (Rom.C, Remakerz & Scarmix Remix)   | ABP/Celebration |
| 2009         | See More (Ryal Remix)                        | ABP/Celebration |
| 2009         | See More (Spychool Remix)                    | ABP/Celebration |
| 2009         | See More (The Murderer Remix)                | ABP/Celebration |
| 2009         | Double Double (z Kilu)                       | ABP/ADP         |

### Składanki i wydawnictwa płytowe
| Rok wydania | Tytuł wydawnictwa                           | Utwór                                                      | Format     | Wytwórnia          |
| ----------- | ------------------------------------------- | ---------------------------------------------------------- | ---------- | ------------------ |
| 2013        | Music For Run                               | Red Red Roses (Extended)                                   | Cyfrowy/CD | My Music           |
| 2013        | Muzyczne Święta                             | Przybieżeli do Betlejem                                    | Cyfrowy    | My Music           |
| 2013        | Party Level 1                               | Red Red Roses                                              | Cyfrowy/CD | My Music           |
| 2013        | Jesień 2013                                 | Red Red Roses                                              | Cyfrowy/CD | My Music/SONY      |
| 2012        | Hej! DJ                                     | Escape This World                                          | CD (Promo) | DEE JAY Mix Club   |
| 2012        | Treadmill Workouts Music                    | See More (Jimmy Stifler Remix)                             | Cyfrowy    | Sports Audio Tools |
| 2012        | 20 Must Hear House Tunes                    | See More (C Cole Remix) See More (PlayR Remix)             | Cyfrowy    | Acuna Digital      |
| 2012        | Workout Trainer                             | See More (C Cole Remix) See More (Rom C., Remarkerz Remix) | Cyfrowy    | Copyright Control  |
| 2012        | Workout Music Best od 2012                  | See Moe (C Cole Remix)                                     | Cyfrowy    | Copyright Control  |
| 2012        | Legends Of House 2012                       | See More (C Cole Remix)                                    | Cyfrowy    | Acuna Digital      |
| 2011        | Sydney Harbour Ultimate Party               | See More (Original)                                        | Cyfrowy/CD | One Sound Records  |
| 2011        | The Essential Electro House Christmas Party | See More (Spychool Remix)                                  | Cyfrowy/CD | Club Traxx         |
| 2011        | The Essential Xmas Party Big Room House     | See More (Mike Muzzo Remix)                                | Cyfrowy/CD | Club Traxx         |
| 2010        | Total Balearic Funky House                  | See More (Marc Lener Mix)                                  | Cyfrowy/CD | ABP                |
| 2010        | Now That's What I Call Disco                | See More (C Cole Remix)                                    | Cyfrowy    | Celebration        |
| 2010        | Poolside Anthems 2010                       | See More (Marc Lener Remix)                                | Cyfrowy    | Celebration        |
| 2010        | This is 2010 Progressive House              | See More (C Cole Remix)                                    | Cyfrowy    | Baccara            |
| 2010        | 100% Club & House Music (DJ Set)            | See More (Original)                                        | CD         | K10                |
| 2010        | Club Ultra Eternal House                    | See More (Marc Lener Remix)                                | Cyfrowy    | Celebration        |
| 2010        | Headstroked                                 | See More (Marc Lener Remix)                                | Cyfrowy    | Hamilton           |
| 2010        | Made In Tokyo                               | See More (Rom C., Racemakerz & Scarmix Remix)              | Cyfrowy    | Acunadeep          |
| 2010        | Peak Hour Xmass Party Anthems               | See More (Original)                                        | Cyfrowy    | Celebration        |
| 2010        | Progressive House Party                     | See More (The Murderer Remix)                              | Cyfrowy    | Celebration        |
| 2010        | Sohal Beach House Sexy Sessions             | See More (C Cole Remix)                                    | Cyfrowy    | Acunadeep          |
| 2010        | Slimmers Guide Ibiza 2010                   | See More (Marc Lener Remix)                                | Cyfrowy    | Hamilton           |
| 2010        | Techno Vision                               | See More (Rom C., Remakerz & Scarmix Remix)                | Cyfrowy    | Celebration        |
| 2010        | Progressive Vox Attack                      | See More (The Murderer Remix)                              | Cyfrowy    | Celebration        |
| 2010        | Sohal Beach Progressive Sessions            | See More (Rom C., Remakerz & Scarmix Remix)                | Cyfrowy    | Acunadeep          |
| 2010        | Clubland October Sessions                   | See More (C Cole Remix)                                    | Cyfrowy    | Acunadeep          |
| 2009        | Technolicious                               | Double Double                                              | Cyfrowy    | Acunadeep          |

### Teledyski
| Rok produkcji | Utwór             | Miejsce nagrania   |
| ------------- | ----------------- | ------------------ |
| 2016          | Black & White 2.0 | Wałbrzych          |
| 2015          | Nothing Else      | Ibiza              |
| 2014          | Życie na Pozór    | Książ              |
| 2013          | Red Red Roses     | Ibiza, Los Angeles |
| 2012          | New Chapter       | Warszawa           |
| 2012          | Escape This World | Malediwy           |
| 2011          | See More          | Malediwy           |
| 2009          | Nothing Wrong     | Wałbrzych          |

## Aktorstwo
- 2019 – Matka w spocie wyborczym Koalicji Obywatelskiej[16].
- 2016 – "Trudne sprawy – odcinek 613" (serial paradokumentalny), jako – Julia Bobrowska[17]
- 2015 – "Detektywi w akcji – Potajemne związki" (serial paradokumentalny), jako – Marzena "Meggie" Sowińska[18]
- 2015 – "Dzień, który zmienił moje życie – Dama Pik" (serial paradokumentalny), rola główna – Agnieszka[19]
- 2014 – "Sekrety Sąsiadów – Powrót rabusia" (serial paradokumentalny), rola główna – Izabela[20]
- 2014 – "Zdrady – Żona z daleka" (serial paradokumentalny), rola główna – Kaja Glińska[21]
- 2013 – "Szaniawing – Szaniawski ma władzę" (czytanie tekstu "Profesor Tutka. Nowe Opowiadania" według Jerzego Szaniawskiego). VIP-y czytają Szaniawskiego z okazji 50 sezonu artystycznego Teatru Dramatycznego im. Jerzego Szaniawskiego w Wałbrzychu, reżyserii Arkadiusza Buszki[22]
- 2012 – Trudne sprawy, rola główna – Julia Łęcka[23]